# Molorquinos
Molorquinos (Molorchini) é uma tribo de coleópteros da subfamília Cerambycinae.

## Sistemática
- Ordem Coleoptera
  - Subordem Polyphaga
    - Infraordem Cucujiformia
      - Superfamília Chrysomeloidea
        - Família Cerambycidae
          - Subfamília Cerambycinae
            - Tribo Molorchini
              - Gênero Afromolorchus
              - Gênero Anencyrus
              - Gênero Anomoderus
              - Gênero Berndgerdia
              - Gênero Earinis
              - Gênero Epania
              - Gênero Gastrosarus
              - Gênero Glaphyra
              - Gênero Guerryus
              - Gênero Kunbir
              - Gênero Laopania
              - Gênero Leptepania
              - Gênero Mecynopus
              - Gênero Merionoedina
              - Gênero Merionoediopsis
              - Gênero Microdebilissa
              - Gênero Molochrus
              - Gênero Molorchoepania
              - Gênero Molorchus
              - Gênero Mourgliana
              - Gênero Nadezhdiana
              - Gênero Nathrioglaphyra
              - Gênero Nephithea
              - Gênero Omotes
              - Gênero Paranomoderus
              - Gênero Tsujius

1. ↑  «Cerambycidae of the World». Consultado em 3 de abril de 2015